# Chłopki
Chłopki (deutsch Klopchen) war ein Ort in der polnischen Woiwodschaft Ermland-Masuren. Seine Ortsstelle gehört zum Bereich der Landgemeinde Braniewo (Braunsberg) im Powiat Braniewski (Kreis Braunsberg).
Die Ortsstelle Chłopkis liegt im Nordwesten der Woiwodschaft Ermland-Masuren, sieben Kilometer südöstlich der Kreisstadt Braniewo (Braunsberg).
Das einstige Klobchen – vor 1785 Klopien und erst nach 1820 Klopchen genannt – bestand aus zwei mittleren Höfen. Im Jahre 1874 wurde der kleine Ort als eine Landgemeinde in den neu errichteten Amtsbezirk Schalmey im ostpreußischen Kreis Braunsberg, Regierungsbezirk Königsberg, aufgenommen. Am 1. Dezember 1910 zählte Klopchen 46 Einwohner.
Am 17. Oktober 1928 verlor das Dorf seine Eigenständigkeit und wurde in die benachbarte Landgemeinde Schwillgarben (polnisch Brzeszczyny) eingegliedert.
Anlässlich der Abtretung des gesamten südlichen Ostpreußen an Polen in Kriegsfolge im Jahre 1945 erhielt Klopchen die polnische Namensform „Chłopki“. Doch bereits in den Nachkriegsjahren verlor sich die Spur des kleinen Ortes, wobei er möglicherweise in einem der Nachbarort aufgegangen sein mag. Heute gilt er als untergegangen. Seine Ortsstelle liegt im Gebiet der Gmina Braniewo im Powiat Braniewski, von 1975 bis 1998 der Woiwodschaft Elbląg, seither der Woiwodschaft Ermland-Masuren zugehörig.
Kirchlich war Klopchen bis 1945 in die römisch-katholische Pfarrei Schalmey im damaligen Bistum Ermland, und auch in die evangelische Kirche Braunsberg in der Kirchenprovinz Ostpreußen der Kirche der Altpreußischen Union eingegliedert.
Die Ortsstelle von Klopchen resp. Chłopki liegt östlich der Schnellstraße S 22 (einstige Reichsautobahn Berlin–Königsberg) an einer Nebenstraße, die die Stadt Braniewo (Braunsberg) mit Płoskinia (Plaßwich) verbindet. Eine Bahnanbindung besteht nicht.